# Catoki
Catoki (* 1998) ist ein international erfolgreiches Springpferd und Deckhengst des Holsteiner Stamms 4705.
Er wird im Sport von dem deutschen Springreiter Philipp Weishaupt geritten.

## Sport
2006 wurde er Weser-Ems-Meister und siegte im Großen Preis von Rastede. 2008 war er mit Jörg Naeve in verschiedenen Großen Preisen erfolgreich, u. a. in Münster, Pforzheim, Falsterbo/SWE, Sommerstorf und Donaueschingen. In Altenhof gewann das Paar den Großen Preis und gewann beim Landesturnier in Bad Segeberg das Drei-Sterne-Finalspringen der Landesmeisterschaft.
Seit 2009 geht Catoki unter Philipp Weishaupt im internationalen Sport.

## Erfolge als Springpferd

### Championate und Weltcup
- Deutsche Meisterschaften:
  - 2012: 6. Platz Deutsche Meisterschaften

### Weitere Erfolge (im Auswahl)
- 2010: 2. Platz im Weltcupspringen von Bordeaux (CSI 5*-W), 1. Platz im Großen Preis von Vigo (CSI 5*-W), 3. Platz im Großen Preis von Oslo (CSI 5*-W), 2. Platz im Weltcupspringen von Helsinki (CSI 5*-")
- 2011: 1. Platz im Weltcupspringen von Bordeaux (CSI 5*-W)

## Zucht
2003 wurde Catoki in Warendorf Vizebundeschampion der fünfjährigen Springpferde. 2004 wurde er Fünfter im Bundes-Finale der Sechsjährigen.
2007 hatte er 166 Punkte der FN-Zuchtwertschätzung und war somit die Nummer zwei aller bundesdeutschen Hengste.